# Liebfrauenkirche (Grebenstein)

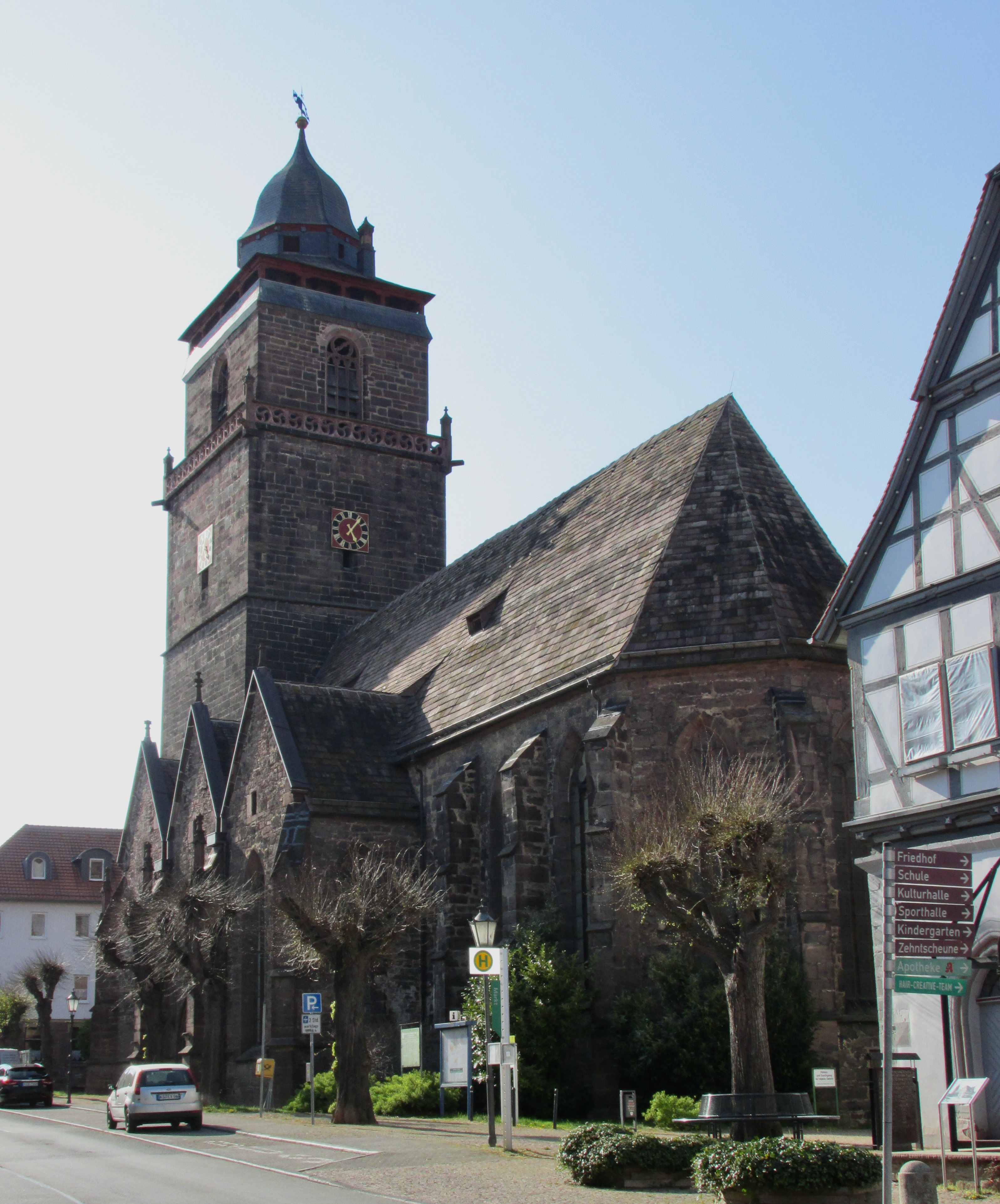
Liebfrauenkirche Grebenstein

Die Evangelische Liebfrauenkirche ist ein denkmalgeschütztes Kirchengebäude, das in der Kleinstadt Grebenstein im Landkreis Kassel (Hessen) steht. Die Kirchengemeinde gehört zum Kirchenkreis Hofgeismar-Wolfhagen im Sprengel Kassel der Evangelischen Kirche von Kurhessen-Waldeck.

## Beschreibung
Die Staffelhalle, das Mittelschiff ist zwei Meter höher als die Seitenschiffe, wurde zwischen 1320 und 1377 aus Bruchsteinen erbaut. Nach einem Brand 1637 wurden das Kirchengestühl, die Empore und die Kanzel erneuert. Das Mittelschiff hat drei querrechteckigen Joche, die beiden Seitenschiffe, deren Wände von Strebepfeilern gestützt werden, haben längsrechteckige Joche. Der Chor, dessen Wände ebenfalls von Strebepfeilern gestützt werden, hat zwei Joche und einen 5/8-Schluss. An der Nordseite des Chors wurde Ende des 14. Jahrhunderts eine Sakristei mit zwei Jochen angebaut, die mit einem Kreuzrippengewölbe überspannt ist. 
Der Kirchturm aus Quadermauerwerk im Westen aus der ersten Hälfte des 14. Jahrhunderts hat nur Fenster, die teilweise von den Zifferblättern der 1751 eingebauten Turmuhr verdeckt werden. Das oberste, eingezogene, spätgotische Geschoss beherbergt hinter den Klangarkaden den Glockenstuhl. Seine hölzerne Aussichtsplattform und die Haube erhielt der Turm nach 1637. Die Schieferdeckung der Haube erfolgte erst 1794. An der Südseite befindet sich eine Sonnenuhr aus dem späten 17. Jahrhundert. 
Das Mittelschiff und der Chor sind unter einem hohen, gemeinsamen Satteldach zusammengefasst. Über den einzelnen Jochen der Seitenschiffe sind die Satteldächer quergestellt. Über dem Portal im Norden sind unter einem Wimperg Reste einer Marienkrönung, die auf das Patrozinium hinweisen. Seitlich und oberhalb des Portals im Süden befinden sich Postamente und Baldachine für nicht mehr erhaltene Statuen. Die Fensterrose wurde erst später eingefügt. 
Das Kirchenschiff hat Emporen an drei Seiten. In den Jahren 1732–36 wurde eine Orgel von Wilhelm Dibelius eingebaut, von der nur noch der Prospekt erhalten ist. Von 1846 bis 1851 war Karl Heinrich Georg Davin hier als Organist tätig.